# Emter W.
Emter W., född 16 april 1966 i Nynäshamn i Stockholms län, död 1990, var en svensk varmblodig travhäst som tävlade i tio säsonger 1969–1978. Han var en svart hingst med en mankhöjd på 161 centimeter. Emter W. tränades och kördes av Karl-Gustav Holgersson. Tillsammans med Lime Rodney räknas han som den största stjärna som Holgersson tränat.

## Karriär
Emter W. var en av Sveriges bästa travhästar under 1970-talet och han tävlade fram till 12 års ålder (till 1978). Han sprang in 1 miljon kronor på 277 starter varav 47 segrar, 45 andraplatser och 45 tredjeplatser. Han tog rekorden 1.15,5K och 1.14,7a*K. Bland hans främsta meriter räknas det dubbla segrarna i Mälarpriset och Årjängs Stora Heatlopp (1972–1973) samt segrarna i Gävle Stora Pris (1975), C.L. Müllers Memorial (1975) och Sweden Cup (1977). Han kom även på andraplats i Hugo Åbergs Memorial (1973) och på tredjeplats i Åby Stora Pris (1973). Han deltog i Elitloppet på Solvalla vid tre tillfällen, upplagorna 1972, 1973 och 1976.
Emter W. såldes och exporterades till USA 1974 men återkom till Sverige året därpå. Efter tävlingskarriären var han avelshingst. Han fick totalt 127 registrerade avkommor födda 1974–1990. Vinstrikaste bland dem är Roman Scotch (1982) och Baron Bol (1980).

## Stamtavla
| Efter The Prince 1956 | Victory Song 1943 | Volomite 1926        | Peter Volo 1911       |
| Efter The Prince 1956 | Victory Song 1943 | Volomite 1926        | Cita Frisco 1921      |
| Efter The Prince 1956 | Victory Song 1943 | Evensong 1925        | Nelson Dillon 1918    |
| Efter The Prince 1956 | Victory Song 1943 | Evensong 1925        | Taffolet 1920         |
| Efter The Prince 1956 | Princess Meg 1945 | Scotland 1925        | Peter Scott 1909      |
| Efter The Prince 1956 | Princess Meg 1945 | Scotland 1925        | Roya McKinney 1911    |
| Efter The Prince 1956 | Princess Meg 1945 | Margaret Arion 1923  | Guy Axworthy 1902     |
| Efter The Prince 1956 | Princess Meg 1945 | Margaret Arion 1923  | Margaret Parrish 1908 |
| Undan Boras 1952      | Grand Parade 1944 | Nibble Hanover 1936  | Calumet Chuck 1929    |
| Undan Boras 1952      | Grand Parade 1944 | Nibble Hanover 1936  | Justissima 1915       |
| Undan Boras 1952      | Grand Parade 1944 | Taffy Volo 1930      | Peter Volo 1911       |
| Undan Boras 1952      | Grand Parade 1944 | Taffy Volo 1930      | Taffolet 1920         |
| Undan Boras 1952      | Piccarda 1943     | The Laurel Hall 1918 | Peter The Great 1895  |
| Undan Boras 1952      | Piccarda 1943     | The Laurel Hall 1918 | Baby Bertha 19xx      |
| Undan Boras 1952      | Piccarda 1943     | Maid McElwyn 1929    | Mr. McElwyn 1921      |
| Undan Boras 1952      | Piccarda 1943     | Maid McElwyn 1929    | Amy Mainleaf 1922     |